# 白妙

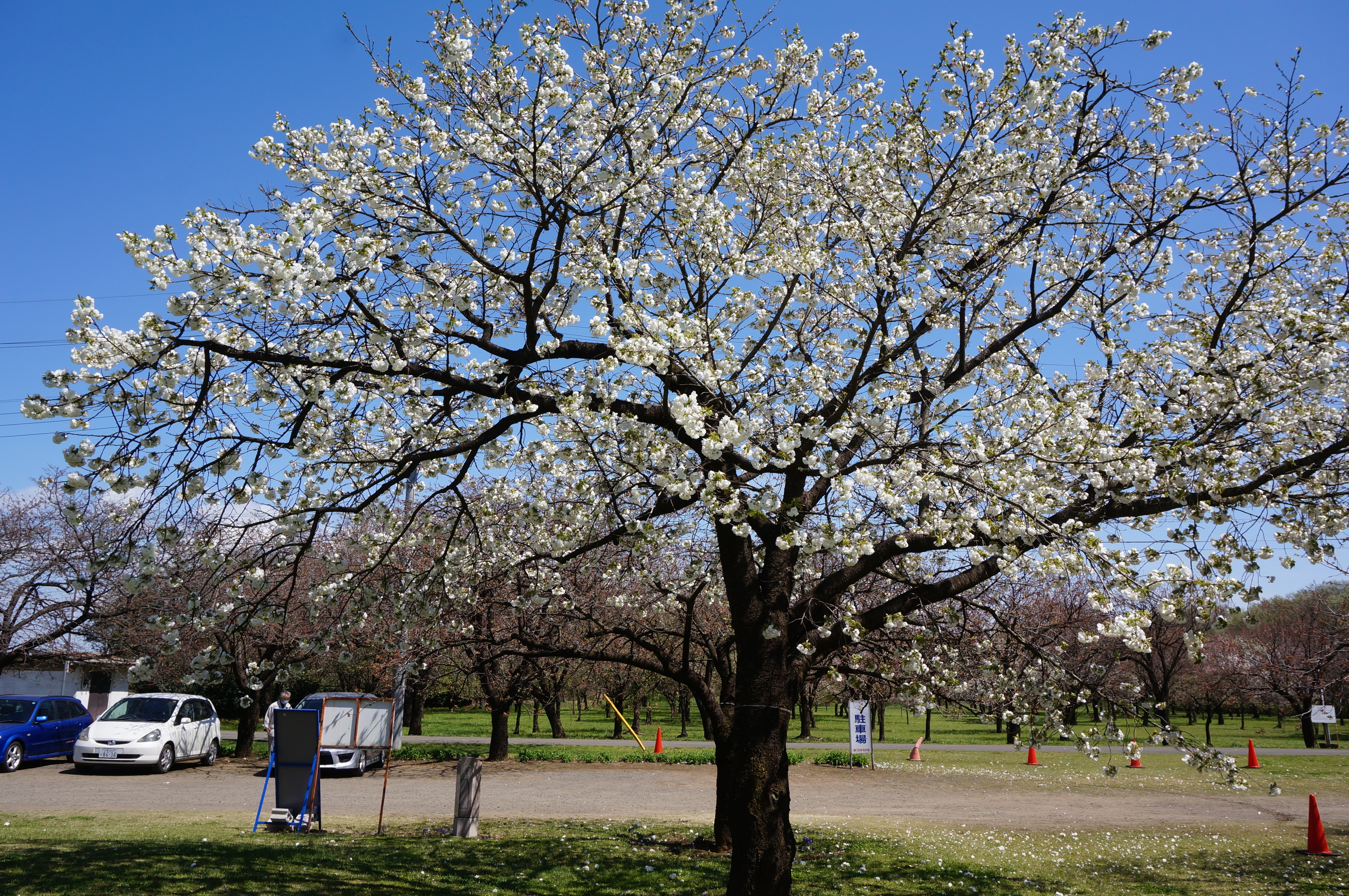

白妙（日语：シロタエ，學名：Cerasus Sato-zakura Group ‘Sirotae’ Koidz.、シノニム：Cerasus serrulata ‘Sirotae’）是薔薇科李屬的一種櫻花。白妙是八重櫻的一種，在東京的花期是4月中旬。